# Slovak Juniors 2008
Das Slovak Juniors 2008 als bedeutendstes internationales Nachwuchsturnier der Slowakei im Badminton fand vom 21. bis zum 23. November 2008 in Šurany statt.

## Sieger und Platzierte der Junioren U19
| Disziplin    | Gold                                    | Silber                              | Bronze                             |
| ------------ | --------------------------------------- | ----------------------------------- | ---------------------------------- |
| Herreneinzel | Alexandre Françoise                     | Matevž Bajuk                        | Adrian Dziółko                     |
| Herreneinzel | Alexandre Françoise                     | Matevž Bajuk                        | Maxim Michel                       |
| Dameneinzel  | Natalia Perminova                       | Yuliya Kazarinova                   | Yelyzaveta Zharka                  |
| Dameneinzel  | Natalia Perminova                       | Yuliya Kazarinova                   | Mariya Ulitina                     |
| Herrendoppel | Sylvain Grosjean Sam Magee              | Matevž Bajuk Matthias Bertsch       | Florian Gauthier Maxim Michel      |
| Herrendoppel | Sylvain Grosjean Sam Magee              | Matevž Bajuk Matthias Bertsch       | Antoine Bebin Alexandre Françoise  |
| Damendoppel  | Anastasia Chervyakova Romina Gabdullina | Yuliya Kazarinova Mariya Ulitina    | Olga Nadtochiy Yelyzaveta Zharka   |
| Damendoppel  | Anastasia Chervyakova Romina Gabdullina | Yuliya Kazarinova Mariya Ulitina    | Elisabeth Baldauf Belinda Heber    |
| Mixed        | Yaroslav Egerev Romina Gabdullina       | Mykola Dmitrishin Yelyzaveta Zharka | Florian Gauthier Audrey Fontaine   |
| Mixed        | Yaroslav Egerev Romina Gabdullina       | Mykola Dmitrishin Yelyzaveta Zharka | Marin Baumann Andréa Vanderstukken |